# Anfiteatro

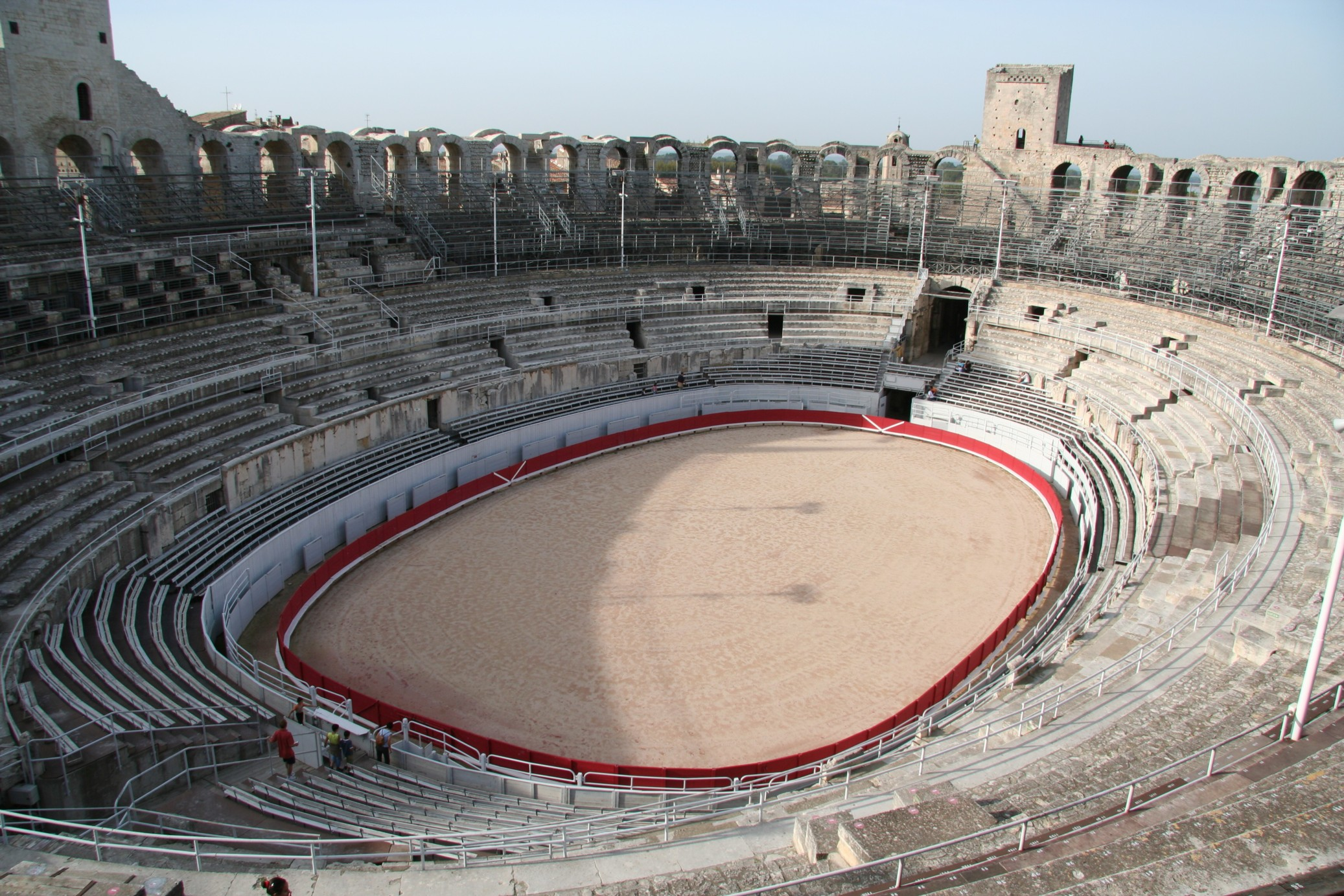
Anfiteatro romano de Arles, França, ainda em uso atualmente

Anfiteatros são arenas ovais ou circulares rodeadas de degraus a céu aberto (não confundir com os "teatros" que são de bancada semicircular ou semioval). O termo deriva do grego antigo (ἀμφιθέατρον; romaniz.: amphitheatron), a partir de ἀμφί (amphi), significando "em ambos os lados" ou "em torno", e θέατρον (theatron), significando "lugar para a visão".
Na Roma Antiga foram adaptados dos teatros gregos para servirem aos combates de gladiadores, lutas de animais selvagens, lutas de homens contra feras, caçadas (uenationes) e naumaquias (naumachiae) e demais diversões públicas. Podiam ser até cheios de água (alguns deles) para espetáculos de combates navais. O mais conhecido e maior deles é o Coliseu de Roma. Alguns anfiteatros, como este último e a Arena de Verona, podiam albergar até 40 000 pessoas.

## Anfiteatros romanos

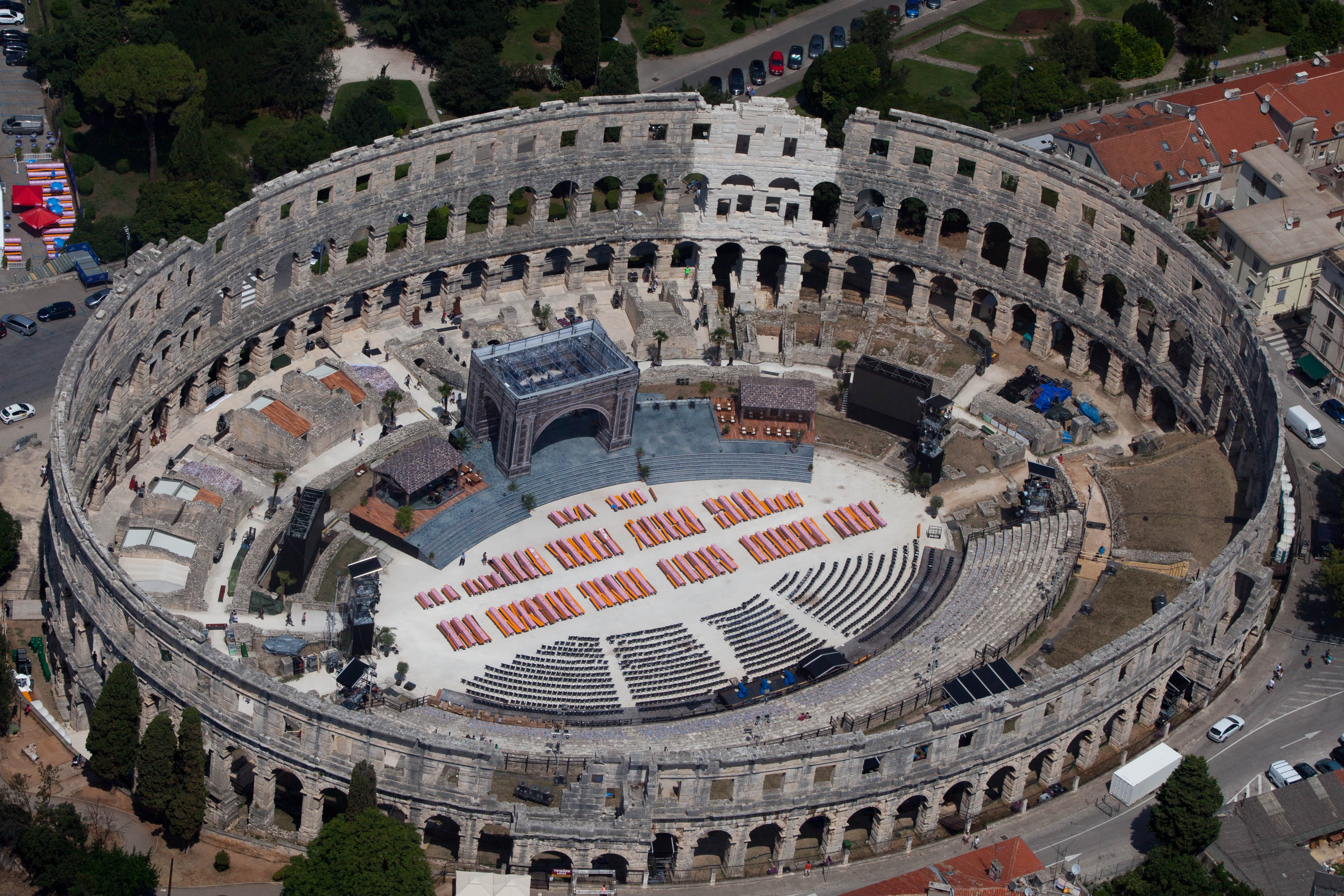
Pula Arena, Croácia

Cerca de 230 anfiteatros romanos foram encontrados em toda a área do Império Romano. A sua forma, funções e nome típicos distinguem-nos dos teatros romanos, que têm uma forma mais ou menos semicircular; dos circos (semelhantes aos hipódromos) cujos circuitos muito mais longos foram concebidos principalmente para provas de corridas de cavalos ou de bigas; e dos estádios menores, que foram projetados principalmente para atletismo e corridas a pé.
Os anfiteatros romanos eram de planta circular ou oval, com uma arena central cercada por fileiras de assentos no perímetro. As arquibancadas foram perfuradas por entradas controlando o acesso ao piso da arena e isolando-o do público. Estruturas temporárias de madeira funcionando como anfiteatros teriam sido erguidas para os jogos fúnebres realizados em homenagem aos magnatas romanos falecidos por seus herdeiros, apresentando lutas até a morte de gladiadores, geralmente prisioneiros de guerra armados, na pira funerária ou túmulo do falecido. Esses jogos são descritos nas histórias romanas como munera, presentes, entretenimentos ou deveres para honrar indivíduos falecidos, deuses de Roma e a comunidade romana.

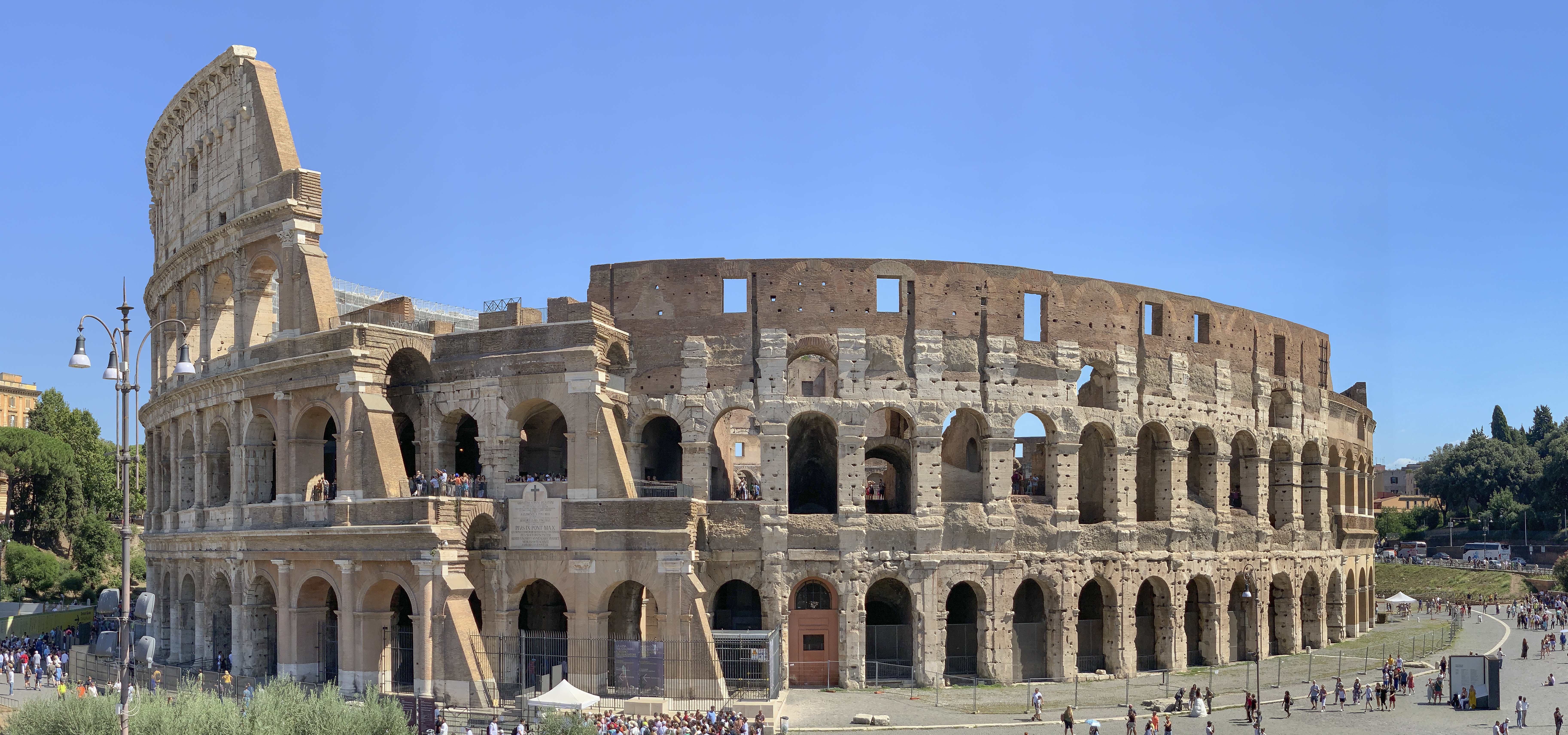
O Coliseu, um anfiteatro em Roma (construído entre 72 e 80 d.C.)

Alguns escritores romanos interpretam as primeiras tentativas de fornecer anfiteatros permanentes e assentos para as classes mais baixas como corrupção política populista, corretamente bloqueada pelo Senado como moralmente questionável; os munera muito frequentes e excessivamente "luxuosos" corroeriam a moral romana tradicional. A provisão de assentos permanentes foi considerada um luxo particularmente censurável.
 

O primeiro anfiteatro romano permanente de pedra e madeira com assentos perimetrais foi construído no Campus Martius em 29 a.C. A maioria foi construída sob o domínio imperial, a partir do período Augusto (27 a.C.-14 d.C.). Anfiteatros imperiais foram construídos em todo o Império Romano, especialmente nas capitais provinciais e nas principais colônias, como um aspecto essencial da Romanitas. Não havia tamanho padrão; o maior poderia acomodar de 40 000 a 60 000 espectadores. Os mais elaborados apresentavam fachadas com arcadas de vários andares e eram decorados com mármore, estuque e estátuas. O maior e mais conhecido anfiteatro romano é o Coliseu de Roma, também conhecido como Anfiteatro Flaviano (Amphitheatrum Flavium), em homenagem à dinastia Flaviana que o mandou construir. Após o fim dos jogos de gladiadores no século V e das caçadas de animais encenadas no século VI, a maioria dos anfiteatros caiu em desuso. Seus materiais foram extraídos ou reciclados. Alguns foram arrasados e outros foram convertidos em fortificações. Alguns continuaram como locais de reunião abertos e convenientes; em alguns deles, foram construídas igrejas.